# Westham
Westham är en civil parish i Storbritannien.   Den ligger i grevskapet East Sussex och riksdelen England, i den södra delen av landet, 80 km söder om huvudstaden London. Arean är 14,2 kvadratkilometer.
Terrängen i Westham är mycket platt.